# Jürgen Gutowski
Jürgen Gutowski (* 23. Dezember 1955 in Hamburg) ist ein deutscher Physiker.

## Leben
Nach seinem Abitur 1974 in Berlin begann Gutowski ein Physikstudium an der TU Berlin. 1985 wurde er zum Dr. rer. nat. promoviert. Seine Dissertation mit dem Titel Spektroskopie hochangeregter CdS-Kristalle. Anregungsmechanismen und elektronische Struktur von Komplexen freier und gebundener Exzitonen erweiterte die Thematik auf die Magnetooptik und elektronische Ramanstreuung an Zuständen exzitonischer Komplexe, zu denen jetzt auch die Biexzitonen unter hohen Anregungsleistungen gehörten. 1985 bis 1991 war er Assistent an der TU Berlin. 1987 gewann er den Karl-Scheel-Preis der Physikalischen Gesellschaft zu Berlin. 1988 habilitierte er sich in der Experimentalphysik mit einer Arbeit zur nichtlinearen Optik. Seit 1991 ist er Professor für Experimentalphysik an der Universität Bremen am Institut für Festkörperphysik.